# Kromme Zandweg

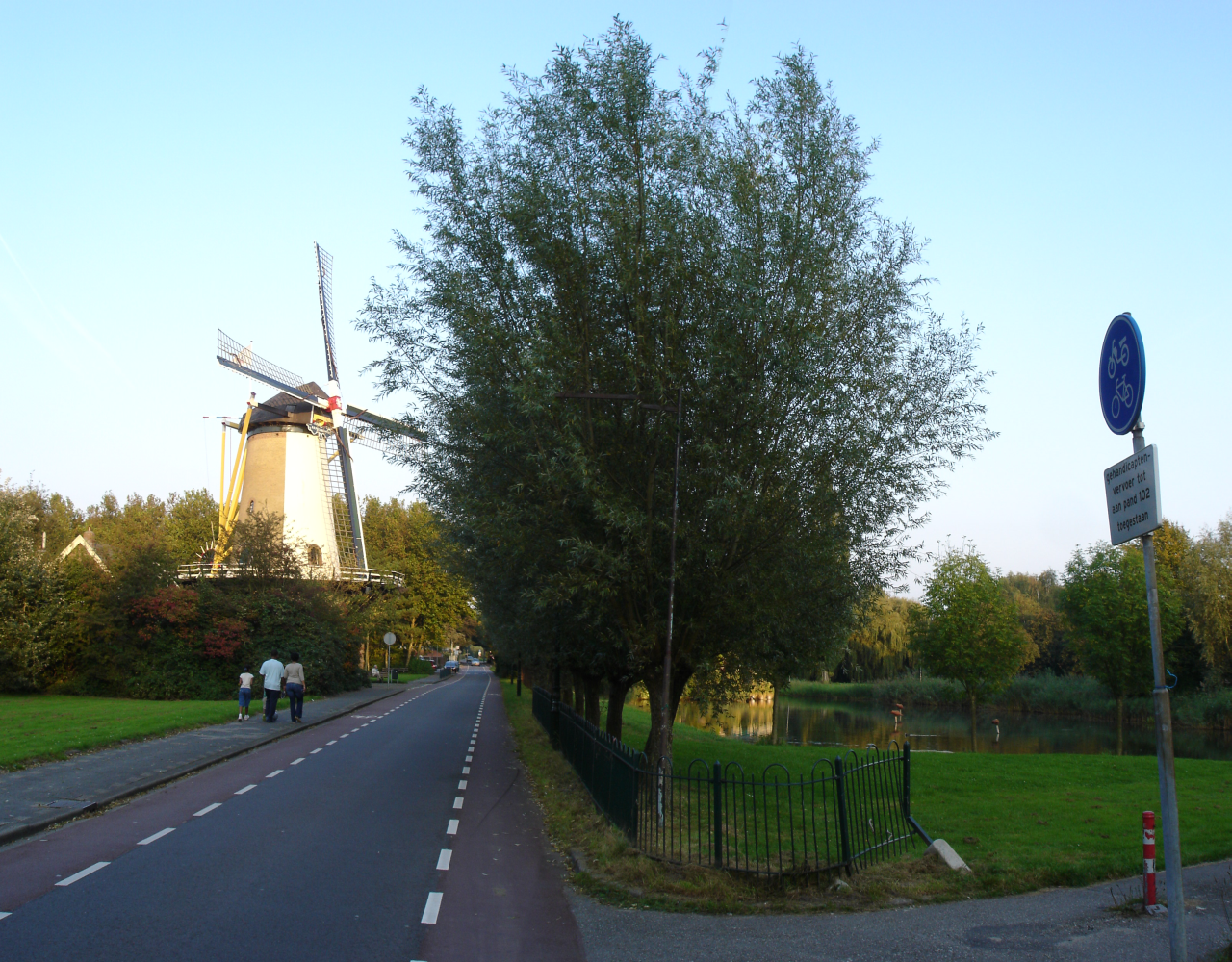
De Kromme Zandweg met uitzicht op de molen De Zandweg

De Kromme Zandweg is een straat in Rotterdam-Zuid. De Kromme Zandweg ligt in het stadsdeel Charlois, tussen de wijken Wielewaal (west), Oud-Charlois (noord), de Dorpsweg (oost) en Pendrecht (zuid). Het gebied rond de kop van de Kromme Zandweg wordt gekenmerkt door een ongerept landelijk karakter.
Op de hoek van de Kromme Zandweg en de Dorpsweg bevindt zich De Oliphant, een klassiek landhuis, waar tegenwoordig veel huwelijken worden voltrokken en bruiloftspartijen kunnen worden gevierd.
Op de Kromme Zandweg zijn een kinderboerderij en een nog in werking zijnde korenmolen genaamd De Zandweg te vinden. Daarnaast bevindt zich aan de Kromme Zandweg, aan de zuidkant van de Boergoensevliet, het westelijke eindpunt van tramlijn 2 (Charlois – Keizerswaard) van de RET.
Tot na de Tweede Wereldoorlog was de Kromme Zandweg langer, en liep die tot aan de Dordtsestraatweg, nabij de Valkeniersweide. Van 1917 tot 1950 bevond zich hier het vorige complex van Feyenoord, met een stadion dat op z'n hoogtepunt, in de jaren '30, 22.000 plaatsen had. Met de aanleg van het Zuiderpark en de bouw van Ahoy is het oostelijke deel van de Kromme Zandweg verdwenen.
Afrikaanderplein ·
Atjehstraat ·
Beijerlandselaan ·
Brede Hilledijk ·
Brielselaan ·
Boulevard Zuid ·
Charloisse Lagedijk ·
Coen Moulijnweg ·
Dordtselaan ·
Dordtsestraatweg ·
Dorpsweg ·
Goereesestraat ·
Groene Hilledijk ·
Groene Kruisweg ·
Grondherendijk ·
Katendrechtse Lagedijk ·
Kerkwervesingel ·
Kromme Zandweg ·
Laan op Zuid ·
Lange Hilleweg · 
Maastunnelplein ·
Mijnsherenlaan ·
Oldegaarde ·
Oranjeboomstraat ·
Pendrechtseweg ·
Plein 1953 ·
Pleinweg ·
Pretorialaan ·
Prins Hendrikkade ·
Riederlaan · 
Rosestraat ·
2e Rosestraat .
Slinge ·
Smeetlandsedijk · 
Stadionweg ·
Stieltjesplein ·
Stieltjesstraat ·
Strevelsweg ·
Vaanweg ·
Veerlaan ·
Vondelingenweg ·
Wilhelminakade ·
Wilhelminaplein ·
Zuiderpark ·
Zuiderparkweg ·
Zuidplein